# Deuterollyta claudalis
Deuterollyta claudalis is een vlinder uit de familie van de snuitmotten (Pyralidae). De wetenschappelijke naam van de soort is voor het eerst geldig gepubliceerd door Möschler.